# 松平頼治
松平 頼治（まつだいら よりはる）は、江戸時代中期の讃岐国高松藩の世嗣。官位は従四位下・侍従、修理大夫。

## 略歴
3代藩主・松平頼豊の三男として誕生。
大叔父である松平頼直の養子となっていたが異母長兄・宗堯が本家の水戸藩嫡子となったため、高松藩嫡子に指名される。享保10年（1725年）8代将軍・徳川吉宗に御目見し叙任するが、家督を継ぐことなく享保15年（1730年）に20歳で早世した。代わって、御厄介（一門）である松平大膳家から頼治の又従弟にあたる頼桓が養子に迎えられた。